# Eleição para o Senado dos Estados Unidos em 2024 na Virgínia
A eleição de 2024 para o Senado dos Estados Unidos na Virgínia será realizada em 5 de novembro de 2024, para eleger um membro do Senado dos Estados Unidos para representar o estado da Virgínia. O atual senador democrata por dois mandatos, Tim Kaine, foi eleito em 2018 com 57% dos votos.

## Primária Democrata

### Candidatos

#### Documentação arquivada
- Tim Kaine, atual senador dos EUA (2013–presente)[1]

## Primária Republicana

### Candidatos

#### Documentação arquivada
- Chuck Smith, advogado, indicado para Virginia's 3rd congressional district em 2010 e candidato a procurador-geral da Virgínia em 2017 e 2021[2]

#### Potencial
- Glenn Youngkin, governador da Virgínia (2022–presente)[3]

## Eleições gerais
Tim Kaine vs. Glenn Youngkin
| Poll source                   | Date(s) administered | Sample size | Margin of error | Tim Kaine (D) | Glenn Youngkin (R) | Other | Undecided |
| ----------------------------- | -------------------- | ----------- | --------------- | ------------- | ------------------ | ----- | --------- |
| University of Mary Washington | September 6–12, 2022 | 1,000 (A)   | ± 3.1%          | 41%           | 39%                | 10%   | 10%       |